# Stylantheus macrocerus
Stylantheus macrocerus är en skalbaggsart som först beskrevs av Horn 1873.  Stylantheus macrocerus ingår i släktet Stylantheus och familjen bladbaggar. Inga underarter finns listade i Catalogue of Life.